# Garfield, a nyomozók gyöngye
A Garfield, a nyomozók gyöngye, RTL-es szinkronban: Garfield és barátai: Garfield, a privát kopó (eredeti cím: Garfield's Babes and Bullets) 1989-ben bemutatott amerikai rajzfilm, amely a Garfield-sorozat kilencedik része. Az animációs játékfilm rendezője Phil Roman, producere George Singer. A forgatókönyvet Jim Davis írta, a zenéjét Ed Bogas és Desirée Goyette szerezte. A tévéfilm a Film Roman Productions, a United Media Productions és a Paws Inc. gyártásában készült.
Amerikában 1989. május 23-án a CBS sugározta. Magyarországon két szinkronos változat is készült belőle, amelyekből az elsőt az MTV2-n 1993. május 7-én, a másodikat az RTL Klubon 2010. október 30-án vetítették le a televízióban.
A film a Garfield kilenc élete című könyvből a 3. élet cselekményén alapul.

## Szereplők
| Szereplő              | Eredeti hang       | Magyar hang        | Magyar hang       |
| Szereplő              | Eredeti hang       | MTV2 (1993)        | RTL Klub (2010)   |
| --------------------- | ------------------ | ------------------ | ----------------- |
| Garfield / Sam Spayde | Lorenzo Music      | Kerekes József     | Kerekes József    |
| Tanya                 | Desirée Goyette    | Kocsis Mariann     | Sipos Eszter Anna |
| Kitty                 | Julie Payne        | Csere Ágnes        | Mezei Kitty       |
| Jon Arbuckle          | Thom Huge          | Pusztaszeri Kornél | Czvetkó Sándor    |
| Orgyilkos             | Thom Huge          | Pusztai Péter      | Király Adrián     |
| Washington hadnagy    | Nino Tempo         | Pusztai Péter      | Albert Péter      |
| Odie (Ubul)           | Gregg Berger       | Szűcs Sándor       | saját hangján     |
| Burt Fleebish         | Gregg Berger       | Uri István         | Katona Zoltán     |
| O'Felix professzor    | C. Lindsay Workman | Buss Gyula         | Kajtár Róbert     |

## Szinkronstábok
| Beosztás              | 1993                                | 2010             |
| --------------------- | ----------------------------------- | ---------------- |
| Felolvasó             | Kertész Zsuzsa                      | Korbuly Péter    |
| Magyar szöveg         | Bálint Ágnes                        | Borsiczky Péter  |
| Hangmérnök            | Solymosi Ákos                       | Hidvégi Csaba    |
| Rendezőasszisztens    | Rónai Rita                          | Száz Andrea      |
| Vágó                  | –                                   | Horváth István   |
| Gyártásvezető         | Vácz Zsuzsanna                      | Mészáros Szilvia |
| Technikai munkatársak | Áhel László Katona István           | –                |
| Szinkronrendező       | Szalay Éva                          | Ullmann Gábor    |
| Producer              | –                                   | Kovács Zsolt     |
| Szinkronstúdió        | Syinthrate                          | Szinkron Systems |
| Közreműködő           | Demjén Imre vállalkozása Viton Kft. | –                |
| Megrendelő            | MTV2                                | RTL Klub         |

## Díjak
A tévéfilm 1989-ben nyert a Primetime Emmy Award-on az Outstanding Animated Program kategóriában.